# بازگردانی حیات به دریا

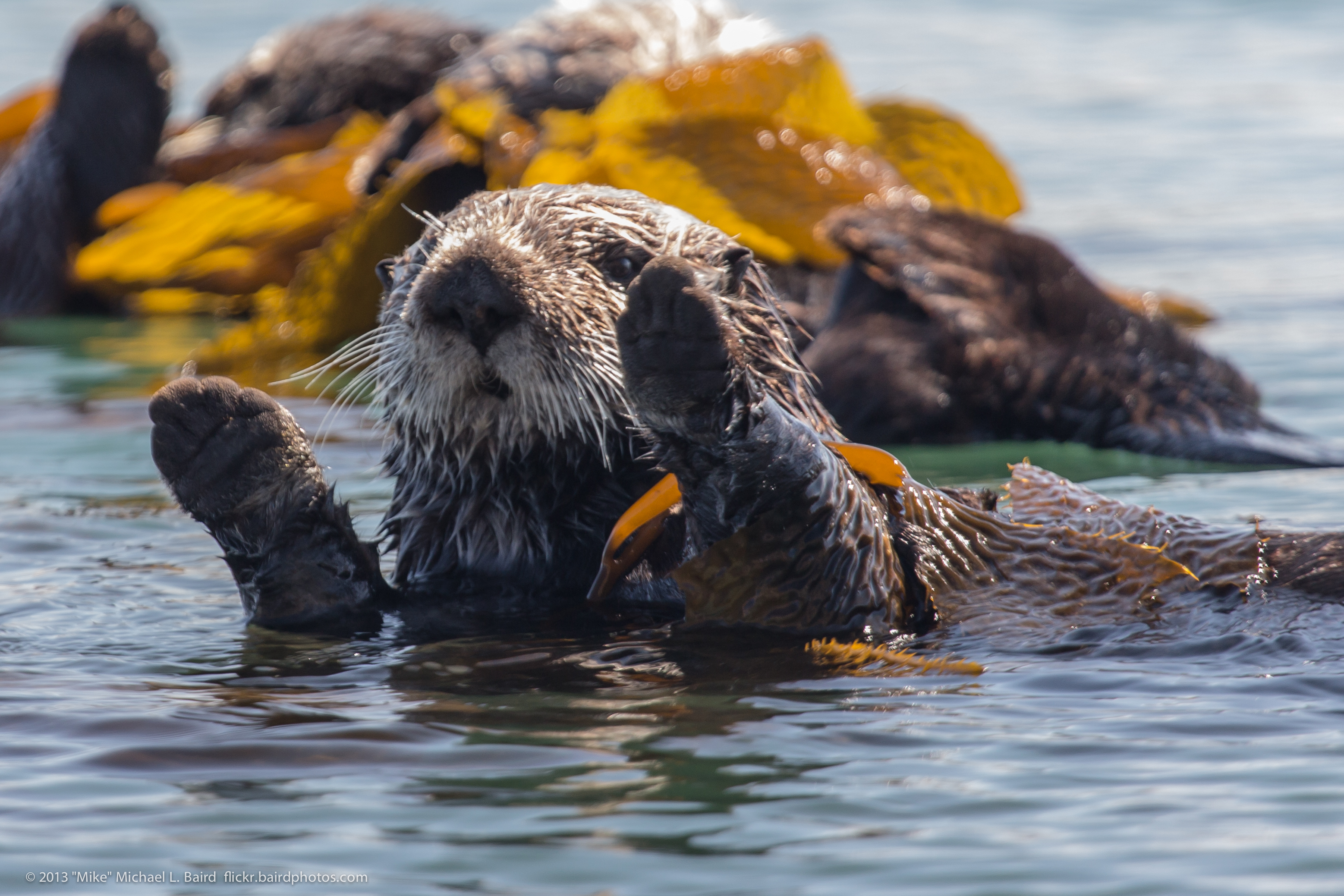
سمورهای دریایی گونه‌ای کلیدی برای کنترل جمعیت توتیای دریایی هستند که بازگرداندن آنها به سواحل اقیانوس آرام کانادا را به یک نمونه موفق از احیای حیات وحش تبدیل می‌کند.

بازگردانی حیات به دریا (که با نام احیای حیات وحش دریایی نیز شناخته می‌شود) یک فرایندی در حفاظت محیط زیست است که شامل بازگردانی طبیعت وحشی به وضعیت طبیعی اولیه آن‌ها می‌باشد. پروژه‌های بازگردانی حیات دریایی در سراسر جهان اجرا شده‌اند و تلاش‌هایی برای بازجمعیت‌سازی طیف گسترده‌ای از موجودات، از جمله صدف‌های عظیم، کوسه‌ها، سفره‌ماهی‌ها، ماهی‌های تاس‌ماهی و گونه‌های بسیار دیگری را در بر می‌گیرند. احیای اکوسیستم‌های ساحلی دریایی، راه‌های بالقوه‌ای برای کاهش تغییرات اقلیمی و ترسیب کربن ارائه می‌دهد. پروژه‌های احیای حیات وحش دریا در حال حاضر کمتر از پروژه‌هایی که بر احیای خشکی تمرکز دارند، رایج هستند و دریاها تحت فشار فزاینده‌ای از سوی اقتصاد آبی - فعالیت‌های تجاری که فشار بیشتری بر محیط زیست دریایی وارد می‌کنند - قرار دارند. پروژه‌های احیای طبیعت که در نزدیکی جوامع ساحلی انجام می‌شوند، می‌توانند از نظر اقتصادی برای مشاغل محلی و همچنین افراد و جوامع به طور کلی سودمند باشند.

## نمای کلی
هدف بازگردانی حیات به دریا، ایجاد شرایطی است که در آن یک بوم‌سازگان دریایی بتواند از آسیب‌ها و فشارهای پیشین بهبود یابد و در طول زمان به‌طور مستقل شکوفا شود. فعالیت‌هایی که این فرایند را تسهیل می‌کنند شامل احیای گونه‌ها و تجدید ذخایر، مثلاً صدف، جلبک دریایی و بسترهای علف‌های دریایی است. احیای حیات وحش دریا با جذب دی‌اکسید کربن، حمایت از اقتصادهای محلی با اکوتوریسم، معکوس کردن از دست دادن تنوع زیستی و بهبود سلامت و رفاه با فراهم کردن مناظر طبیعی احیا شده، هوای پاک، آب و خاک سالم، به مبارزه با بحران آب و هوا کمک می‌کند.

## پروژه‌های جاری

### علف دریایی

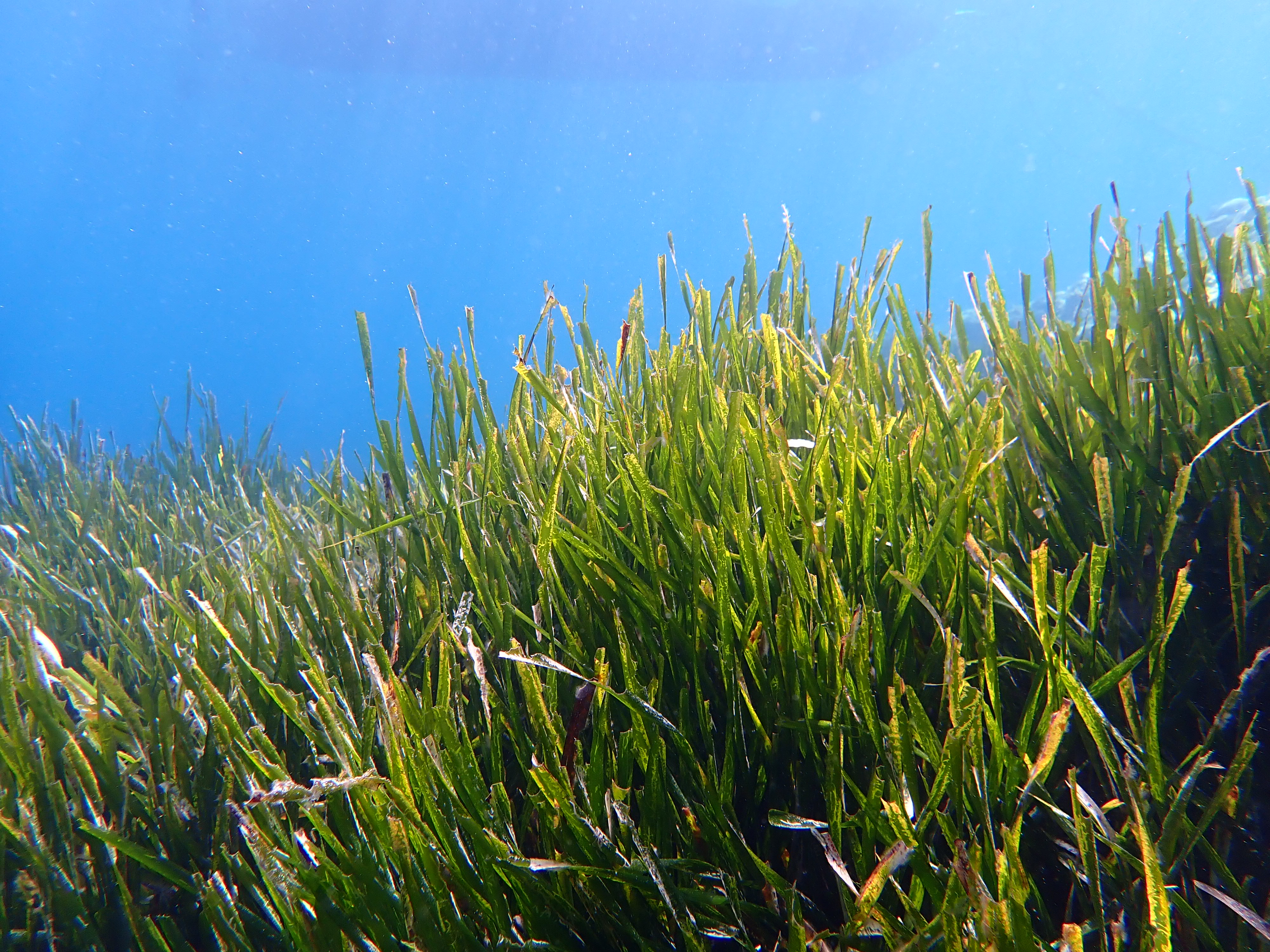
علف دریایی در La Ciotat، فرانسه

چمنزارهای گیاه دریایی (Seagrass) دی‌اکسید کربن را ذخیره می‌کنند. بیش از ۹۰٪ از چمنزارهای دریایی تاریخی بریتانیا از دهه ۱۹۳۰ تاکنون از بین رفته‌اند. احیای این چمنزارها می‌تواند به آفست کربن کمک کند و زیستگاهی برای گونه‌های گوناگون ماهی و صدف‌داران فراهم آورد تحقیقات در مورد علف‌های دریایی، که حدود یک درصد از کف دریا را پوشش می‌دهند، نشان می‌دهد که ممکن است ۱۵ تا ۱۸ درصد از ذخیره کربن در اقیانوس را تأمین کنند. مراتع از دهه ۱۹۳۰ رو به زوال بوده‌اند و با سرعت نگران‌کننده‌ای در حال از بین رفتن هستند. به دلیل کمیابی، آنها به عنوان زیستگاهی با اهمیت اساسی در بریتانیا تعیین شده‌اند. در ایالات متحده، یک پروژه در خلیج چساپیک موفقیت‌آمیز تلقی می‌شود.

### صدف‌های بومی

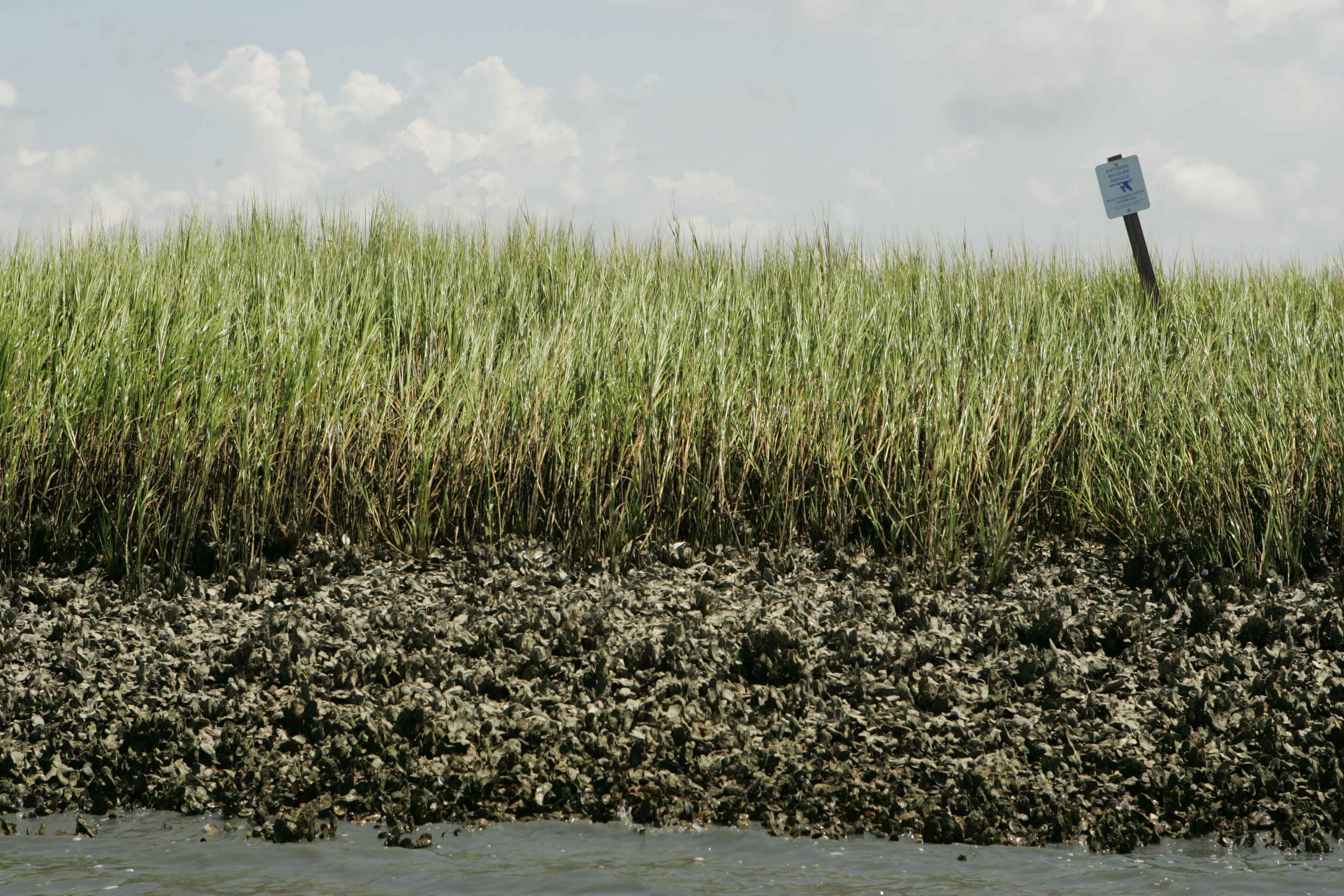
تخت‌های صدفی

صدف چروک آب را تصفیه می‌کنند، مواد مغذی را بازیافت می‌نمایند و به محافظت از سواحل در برابر فرسایش ساحلی کمک می‌کنند. ذخایر صدف‌های خوراکی در اروپا به دلیل برداشت بیش‌ازحد، از بین رفتن زیستگاه‌ها، آلودگی دریایی و بیماری، ۹۵ درصد کاهش یافته‌اند.
بدر ایالت رود آیلند آمریکا، «جمعیت صدف‌های خوراکی وحشی به پایین‌ترین سطح تاریخی خود رسیده است»، به گفته اریک اشنایدر، زیست‌شناس ارشد دریایی در بخش شیلات دریایی اداره مدیریت محیط زیست رود آیلند. او همچنین اظهار می‌کند که «صدف‌ها تعدادی از خدمت بوم‌سازگان، از فیلتر آب گرفته تا زیستگاه ماهی‌ها و حفاظت از خط ساحلی را ارائه می‌دهند. با حذف زیستگاه صخره‌های صدفی از این سیستم‌ها، این خدمات می‌توانند به طور قابل توجهی کاهش یابند.»
نشان داده شده است که احیای بسترهای صدفی تاریخی، کیفیت آب را بهبود می‌بخشد.

### جنگل‌های کلپ

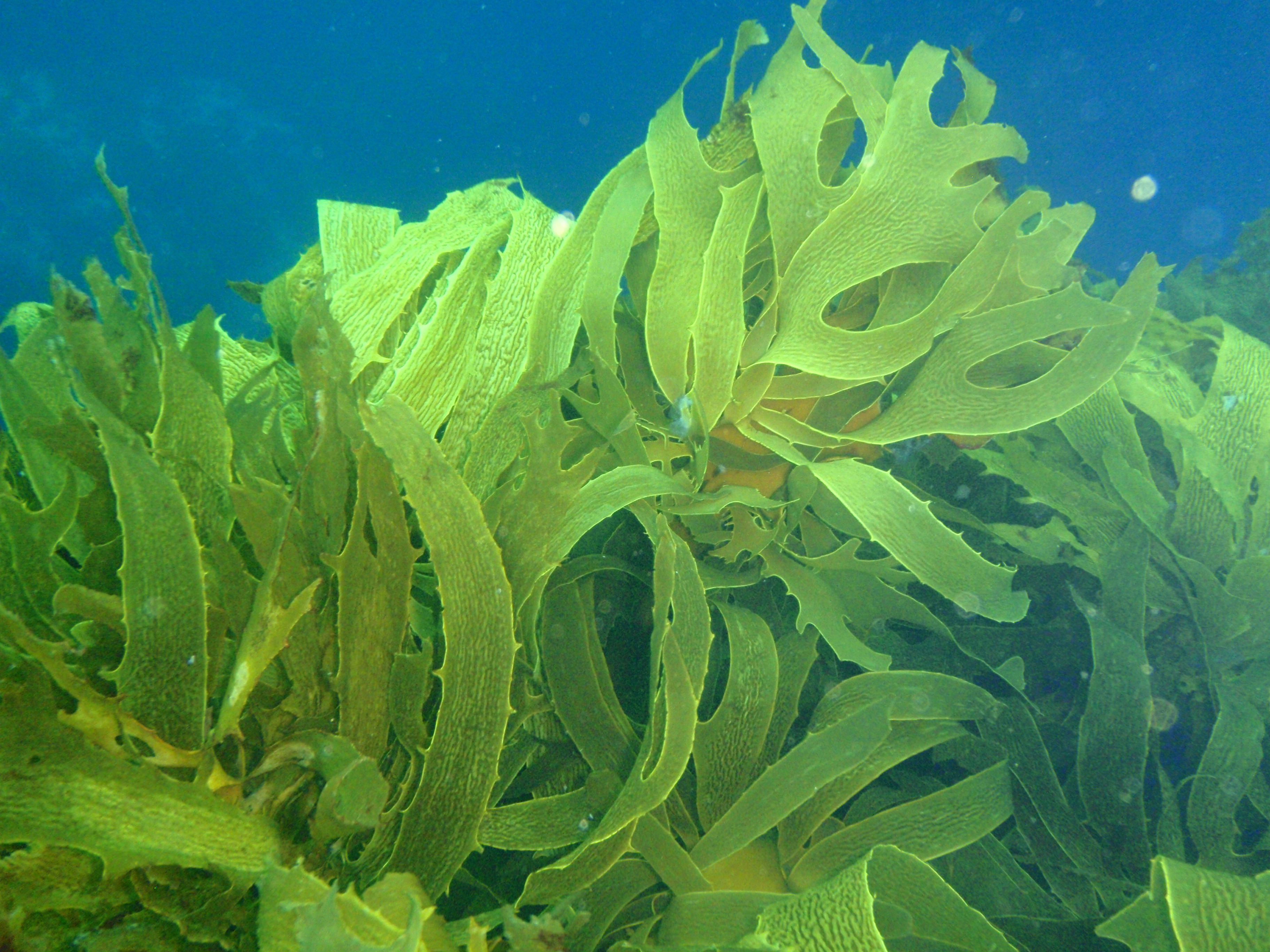
جنگل کلپ در قله‌های تارانگا در جزایر هِن اند چیکن، نیوزیلند

جنگل کتانجک (نوعی جلبک دریایی بزرگ) زیستگاه‌های مهمی هستند که در گذر زمان در آب‌های ساحلی از بین رفته‌اند. این جنگل‌ها زیستگاهی برای ماهیان فراهم می‌کنند، از خطوط ساحلی در برابر فرسایش محافظت می‌نمایند و دی‌اکسید کربن را از اقیانوس جذب می‌کنند. کلپ‌ها رشد سریعی دارند و مقادیر زیادی کربن را جذب می‌کنند. احیای این جنگل‌ها راهبردی برای مقابله با کاهش تغییر اقلیم و غنی‌سازی تنوع گونه‌های دریایی به شمار می‌رود.

## مناطق حفاظت‌شده دریایی
منطقه حفاظت‌شده دریایی، نواحی هستند که در برابر برخی فعالیت‌های انسانی محافظت می‌شوند. این مناطق برای حفظ و نگهداری زیستگاه‌هایی به کار می‌روند که زندگی دریایی در آن‌ها دچار اختلال یا آسیب شده است. این اختلالات می‌توانند شامل
ماهیگیری بی‌رویه، آلودگی دریایی و سایر آسیب‌های مشابه باشند.
در شیلی، گروه‌های زیست‌محیطی در حال تلاش برای ایجاد مناطق حفاظت‌شده جدید هستند.